# Акопян, Левон Оганесович (тренер)
Левон Оганесович Акопян (7 ноября 1944 — 29 августа 2018) — советский и российский гандбольный тренер, заслуженный тренер СССР и РСФСР.

## Биография
Родился 7 ноября 1944 года в Тегеране (Персия, ныне Иран). Проживал в Волгограде и Тольятти. Окончил Волгоградский институт физической культуры и спорта.
С 1972 по 1997 годы работал главным тренером областной ДЮСШ г. Волгограда, в краснодарских командах «Буревестник» и «Урожай», в волгоградских клубах «Мелиоратор» и «Ротор». С 1997 по 2011 годы был тренером и президентом волгоградского клуба, называвшегося в разное время «Ротор», «Аква», «Динамо-Аква» и «Динамо». С июля 2013 по 2018 годы тренировал тольяттинскую «Ладу».
Под руководством Акопяна «Динамо» выиграло шесть чемпионатов России, завоевало Кубок вызова ЕГФ (Кубок городов) и Суперкубок Европы; «Лада» же неизменно была среди призёров чемпионата России (четыре серебряных и одна бронзовая медаль), а в 2014 году выиграла Кубок ЕГФ.
В 1993—2003 годах тренировал женскую молодёжную сборную России по гандболу, которая выигрывала чемпионаты мира в Болгарии и Республике Македонии. В 1995—1996 годах тренировал женскую сборную России. В 2015 году под его руководством сборная России выиграла Летнюю Универсиаду в Кванджу, в том же году Акопян вошёл в тренерский штаб Евгения Трефилова, главного тренера сборной России: команда выиграла через год Олимпиаду в Рио-де-Жанейро. В 2018 году руководил сборной до 18 лет, выигравшей чемпионат мира в польском Кельце.
Под руководством Акопяна были подготовлены около 20 заслуженных мастеров спорта России и несколько десятков мастеров спорта России международного класса, среди которых выделяются:
- Акопян, Ольга Сергеевна (олимпийская чемпионка 2016 года)[2] — невестка Левона Оганесовича[4]
- Ализар, Татьяна Адамовна (чемпионка мира 2001 года)[2]
- Близнова, Ирина Юрьевна (олимпийская чемпионка 2016 года)[2]
- Бодниева, Людмила Валериевна (чемпионка мира 2001 года)[2]
- Вартанян, Стелла Иосифовна[5]
- Выдрина, Светлана Юрьевна[1]
- Дмитриева, Дарья Евгеньевна (олимпийская чемпионка 2016 года)[2]
- Ерохина, Татьяна Владимировна (олимпийская чемпионка 2016 года)[2]
- Манькова, Светлана Константиновна (бронзовый призёр Олимпиады 1988 года)[2]
- Чаусова, Елена Петровна (чемпионка мира 2001 года)[2]

Скончался в ночь с 28 на 29 августа 2018 года. Похоронен в Волгограде.

## Награды
Заслуженный тренер РСФСР, заслуженный тренер СССР. Награждён медалью ордена «За заслуги перед Отечеством» I степени (18 мая 2017). Лучший тренер Российской Суперлиги сезона 2017/2018 по версии Федерации гандбола России.